# Everett (Waszyngton)
Everett – miasto w Stanach Zjednoczonych, w stanie Waszyngton, siedziba hrabstwa Snohomish, w zespole miejskim Seattle, przy ujściu rzeki Snohomish do Puget Sound (Ocean Spokojny). Około 111 tys. mieszkańców. W tym mieście znajdują się zakłady montażowe samolotów Boeing. Ponadto w mieście rozwinął się przemysł drzewny oraz chemiczny.

## Sport
- Everett Silvertips – klub hokejowy

## Miasta partnerskie
- Iwakuni
- Sligo
- Sowieckaja Gawań